# Controversy (chanson)
Pour les articles homonymes, voir Controversy.
Singles de Prince
Gotta Stop (Messin' About)
(1981) Sexuality
(1981)
Controversy est une chanson de Prince et premier single extrait de l'album éponyme. Le titre se classa à la 70e place au Billboard Hot 100 le 21 novembre 1981 et à la 28e aux Pays-Bas la même date. Controversy fut réédité en 1993 en Europe contenant 2 disques avec 4 titres pour chaque single.
La chanson comporte deux vers principaux, quelques chœurs avec le titre répété tout au long de la piste. Prince récite la prière de Notre Père dans son intégralité vers le milieu du titre. La chanson est composée de rythmes de batterie, d'une basse synthétisée, d'une guitare ainsi que des claviers. Prince joue tous les instruments sur la version studio et Lisa Coleman y enregistra les chœurs.
Le titre fut interprété la première fois lors de la tournée  Controversy Tour le 20 novembre 1981 à Pittsburgh en Pennsylvanie. Controversy fut aussi enregistré en live en 2003 à Hawaï (John Blackwell à la batterie, Rhonda Smith à la basse, Renato Neto aux claviers, Maceo Parker et Candy Dulfer au saxophone et Greg Boyer) et publié en single au format numérique en 2004.

## Liste des titres

### Disque vinyle
| A. | Controversy        | 7:18 |
| B. | When You Were Mine | 3:44 |

| A. | Controversy | 3:35 |
| B. | D.M.S.R     | 8:15 |

### Disque compact
| 1. | Controversy        | 3:35 |
| 2. | The Future (Remix) | 6:25 |
| 3. | Glam Slam          | 5:04 |
| 4. | D.M.S.R.           | 8:15 |

| 1. | Controversy                                       | 3:35 |
| 2. | Anotherloverholenyohead (Prince & The Revolution) | 3:58 |
| 3. | Paisley Park (Prince & The Revolution)            | 4:40 |
| 4. | New Power Generation (Part II)                    | 2:57 |